# NGC 3110
NGC 3110 (również NGC 3122, NGC 3518 lub PGC 29192) – galaktyka spiralna (Sb), znajdująca się w gwiazdozbiorze Sekstantu.
Odkrył ją William Herschel 5 marca 1785 roku. Obserwowali ją także Édouard Stephan 17 marca 1884 roku i Ormond Stone 31 grudnia 1885 roku. Błędy w pozycjach podanych przez Herschela (błędnie zidentyfikował gwiazdę, względem której podał pozycję) i Stone’a (popełnił błąd w rektascensji wielkości jednej godziny) sprawiły, że John Dreyer uznał, że to trzy różne obiekty i skatalogował galaktykę trzykrotnie – jako NGC 3122, NGC 3110 i NGC 3518 (obserwacje odpowiednio: Herschela, Stephana i Stone’a).